# Radioterapie

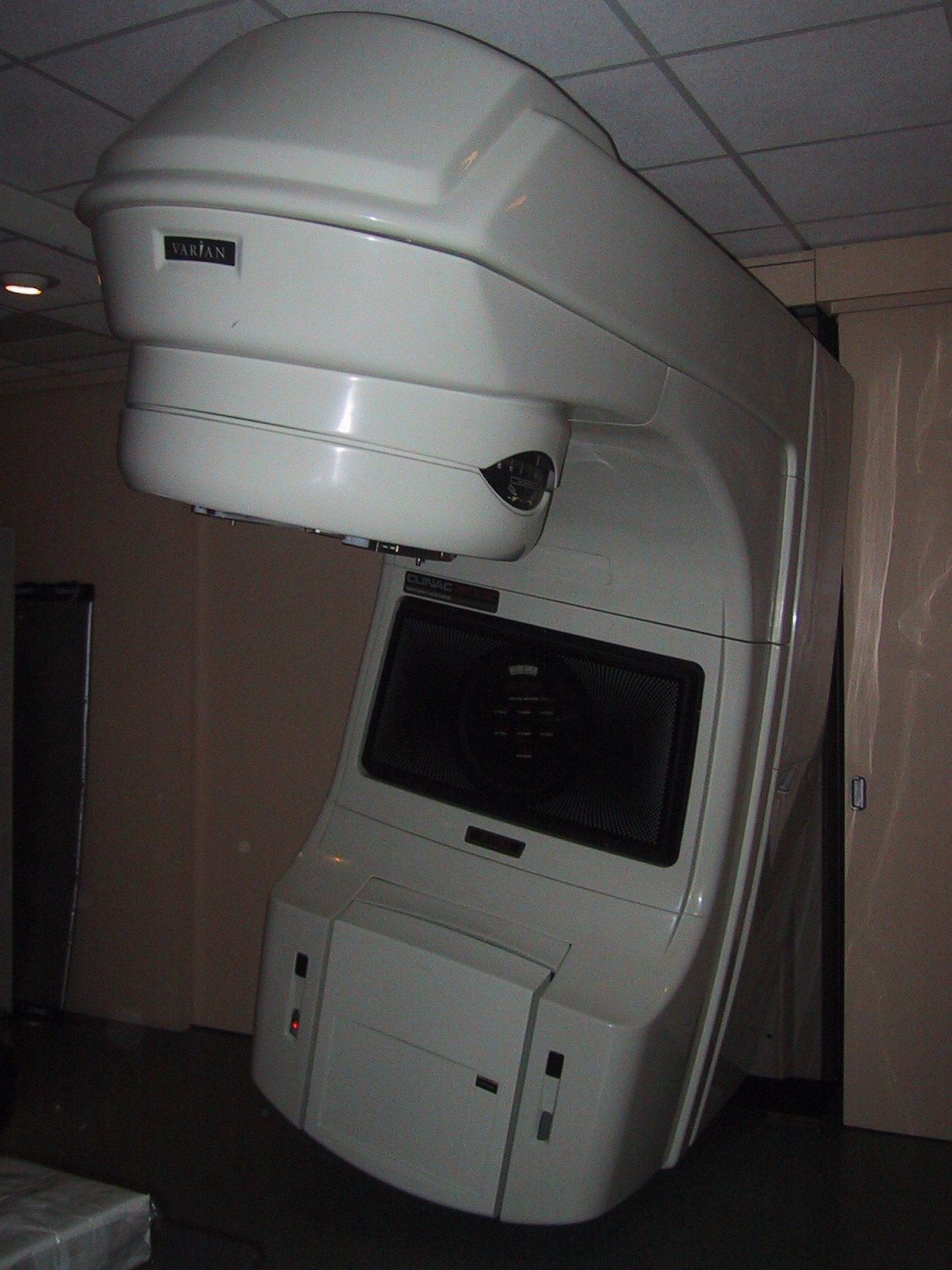
Clinac 2100 C

Radioterapie (ozařování) je v současné době jednou z nejúčinnějších metod léčby onkologických onemocnění.

## Medicínský pohled
Radioterapie se využívá především k léčbě zhoubných nádorů citlivých na záření. Cílem je zničení nádoru a co nejmenší poškození okolní zdravé tkáně. Ozařování se provádí před operací i po ní, může být i samotným léčebným postupem u pokročilých neoperovatelných nádorů. Často se také uplatňuje v kombinaci s chemoterapií.
Používá se především k léčbě těchto nádorů:
- lymfomy
- seminomy
- karcinom prostaty
- bronchogenní karcinom
- karcinom prsu
- kolorektální karcinom

Používá se také k léčbě sekundárních zhoubných nádorů (metastáz), zejména do regionálních lymfatických uzlin (spolu s ozářením přilehlého nádoru), metastáz do kostí a do mozku.
V dnešní době se v radioterapii uplatňují moderní zobrazovací metody - výpočetní tomografie (CT), magnetická rezonance (MR), ultrazvuk nebo třeba pozitronová emisní tomografie (PET). S využitím těchto metod lze dobře stanovit rozsah onemocnění a zacílít tak ozáření s velkou přesností.

## Základní typy radioterapie
Podle umístění zdroje záření ve vztahu k tělu nemocného lze rozlišit několik typů radioterapie. Ve vzdálenosti desítek centimetrů se jedná o zevní (externí) radioterapii (external beam radiation therapy, EBRT, XRT, či také teleterapie). Pokud je zdroj záření zaveden do tělesných dutin nebo do tkání, hovoříme o brachyradioterapii (BRT, sealed source radiation therapy).

### Zevní radioterapie
U zevní radioterapie se využívá zdroj záření mimo tělo ozařovaného pacienta, zpravidla ve vzdálenosti 80–100 cm od těla pacienta, resp. od osy rotace ozařovacího přístroje.
- Využívá se brzdné záření lineárního urychlovače. Jeho svazek záření je tvarován pomocí mnoholistového kolimátoru, který umožňuje přesné ozáření určené oblasti technikou konformní radioterapie (3D CRT) i radioterapie s modulovanou intenzitou svazku (IMRT). Využitím těchto moderních technik je minimalizováno ozáření okolních zdravých tkání.

- K léčbě může být kromě brzdného záření využito i svazku elektronů. Výhodou lineárního urychlovače je i možnost volby různé energie záření podle uložení nádoru. Čím vyšší energie záření, tím je větší průnik záření do hloubky. V některých případech, např. ozáření kožních nádorů, kostí, apod. je výhodné použít terapeutický rentgenový ozařovač.

### Brachyterapie
Při brachyterapii je zdroj záření umístěn do těsné blízkosti ložiska nebo přímo do původního místa nádoru, event. do jeho lůžka. To umožňuje lokálně aplikovat ve srovnání se zevní radioterapií větší dávku v kratším čase. Hlavním smyslem této léčby je možnost zvýšení dávky v nádoru nebo jeho lůžku bez většího ozáření okolních zdravých tkání a orgánů. V minulosti se jako zdroj záření využívalo radium, avšak léčba byla příliš zdlouhavá. V současné době lze léčbu provést velmi rychle a po ambulantním zákroku může jít pacient domů. Brachyterapie se nejčastěji využívá v léčbě gynekologických nádorů (děložního čípku, dělohy, zevních rodidel). Brachyterapie se využívá i v léčbě nádorů zažívacího traktu (jícnu, žlučových cest, konečníku), v posledních letech pak i k léčbě nádorů prostaty.
Brachyterapie je dělena podle způsobu umístění radionuklidového zářiče v těle pacienta na:
- Intrakavitární – aplikátor je umístěn do tělní dutiny, ze které nádor vychází;
- Intraluminární aplikace – vodiče a zdroj záření je zaveden do lumen trubicového orgánu, např. u maligní stenózy způsobené nádory plic, jícnu, žlučových cest, rekta;
- Intersticiální – zdroj záření je zaveden přímo do nádorového ložiska nebo jeho lůžka;
- Povrchová – speciální aplikátory formou muláží jsou umístěny na povrch postižené kůže či sliznice.

Jak zevní radioterapie, tak brachyterapie se používají samostatně nebo se v indikovaných případech vzájemně kombinují. Díky novější metodě ozařování nádorů svazkem protonů a iontů se mohou zlikvidovat i radiorezistentní, do této doby prakticky neléčitelné typy nádorů.

## Fyzikální pohled

Braggův vrchol

Experimentální a teoretické radiobiologické studie přispívají především k lepšímu pochopení účinku ionizačního záření na buňky, tkáně a organismus jako celek a k vysvětlení mechanismů a procesů probíhajících po ozáření a vedoucích k odpovědi buněčné tkáně na poškození zářením.
Jako ionizační záření se dnes používá při léčbě převážně svazky elektronů či fotonů. Nová možnost je pak použití hadronů, tedy terapie využívající protony a lehké ionty. Tyto částice předávají maximum své energie na konci své dráhy v tzv. Braggově vrcholu, což umožňuje výhodně zaměřit ozařování na oblast nádorových buněk při co nejmenším poškození zdravých buněk.
Při průchodu fotonů a elektronů látkou dochází k exponenciálnímu poklesu předávané energie s dráhou. V radioterapii to znamená, že maximální dávka je předána na povrchu těla a do nádoru ležícího hlouběji se dostane záření podstatně méně. Toto je možné do určité míry ovlivnit jednak zářením z různých směrů, kdy se oblast maximální předané dávky dá umístit do požadovaného místa, jednak frakcionovaným ozařováním, kde se dosahuje odlišného biologického účinku na zdravou a nádorovou tkáň.

## Hadronová radioterapie
Hadrony ztrácejí svou energii především srážkami s jádry, jadernými reakcemi a srážkami s atomovými elektrony. Elektronové ztráty jsou v oblasti energií používané radioterapií dominantní. Energetické ztráty během srážky s elektrony jsou nepřímo úměrné druhé mocnině jejich rychlosti. Prakticky to znamená, že hadrony předávají maximum své energie těsně před doběhem v látce. Toho je využito v hadronové terapii, protože na rozdíl od konvenčních metod jsou tkáně ležící před Braggovým vrcholem ozářeny podstatně menší dávkou než cílové ložisko a tkáně ležící za dráhou doběhu nejsou zasaženy vůbec. Oblast maximální předané energie lze pro danou částici přesně vymezit a eliminovat tak poškození okolní zdravé tkáně. Oblast Braggova vrcholu je dána energií dané částice. Pro terapii je potřebná hloubka průniku cca 2 – 25 cm, což odpovídá energii 60 – 250 MeV pro protony a 120 – 400 MeV pro lehké ionty.
Šířku Braggova vrcholu lze upravit použitím soustavy filtrů tak, aby pokrývala celou cílovou oblast, případně lze zaměřováním svazku na různá místa postupně ozářit celé ložisko. Další možností je použití ozařování z různých směrů s kumulací předané energie v oblasti nádoru.
Vzhledem k možnosti účinně zasáhnout ložiska v hloubce těla s minimálním poškozením zdravé tkáně je tato metoda velmi výhodná tam, kde je nádor v blízkosti životně důležitých zdravých tkání, které jsou citlivé k ozařování (např. nádory mozku, páteře, očí apod.)[zdroj?]
V Česku tento druh léčby poskytuje Protonové centrum v Praze.